# Radio Schwaben
Radio Schwaben (Eigenschreibweise: RADIO SCHWABEN) ist ein privater Hörfunksender für den Regierungsbezirk Schwaben mit Sitz in Schwabmünchen. Er startete am 1. April 2017 als Radio Schwabmünchen und wechselte nach der Erweiterung des Sendegebietes am 1. September 2019 zum aktuellen Namen. Veranstalter ist die Radio Schwaben GmbH unter der Geschäftsführung von Heike Wabersich und Markus Gilg.

## Geschichte

### Radio Schwabmünchen

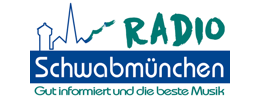
Logo von Radio Schwabmünchen (2017–2019)

Am 1. April 2017 startete der Sender als Radio Schwabmünchen im Internet für den Altlandkreis Schwabmünchen als nicht-kommerzieller Hörfunksender. Inhaltlich konzentrierte man sich auf eine sublokale Berichterstattung, musikalisch wurde ein sehr breites AC-Format produziert. Das Programm war ausschließlich automatisiert und wurde vom Gründer Markus Gilg betrieben, der bereits mit seiner Produktionsfirma zusammen mit dem Sankt Ulrich Verlag das Digitalradioprogramm Radio Augsburg produzierte. Am 1. Juni 2017 zog der Sender in die Frauenstraße 7, dem heutigen Sendestandort in Schwabmünchen. Bis dahin gab es eine moderierte Sendestrecke von 9 bis 12 Uhr mit dem Hörfunkmoderator Ralf Hohn.
Radio Schwabmünchen bemühte sich im Herbst 2017 um eine eigene UKW-Frequenz. Ein Pilotversuch auf verschiedenen Frequenzen mit einem Kleinsender in Schwabmünchen mit einer Sendeleistung von 5 Watt ERP erzielte allerdings nicht die gewünschte Reichweite und Empfangsqualität. Alternativ bewarb sich Radio Schwabmünchen am 14. März 2018 auf den ehemaligen Platz von Radio Ilmwelle im Digitalradio auf Kanal 9C und erhielt am 19. Juli 2018 vom bayerischen Medienrat den Zuschlag. Am 1. August 2018 nahm Radio Schwabmünchen über den Sender auf dem Augsburger Hotelturm den Betrieb im Digitalradio auf. Bei der ersten Funkanalyse Bayern 2019 erreichte Radio Schwabmünchen eine Reichweite von 11.000 Hörern am Tag.
Um den Empfang im eigentlichen Kernsendegebiet im Süden von Augsburg zu verbessern, sollte ein Füllsender in Schwabmünchen errichtet werden. Dieses Vorhaben wurde jedoch aufgegeben. Stattdessen erhielt Radio Schwabmünchen am 19. Juni 2019 einen zunächst auf ein Jahr befristeten Sendeplatz im benachbarten Netz Allgäu 8B. Der Sendeplatz war durch eine Netzerweiterung am Sender Markt Wald geschaffen worden.

### Radio Schwaben

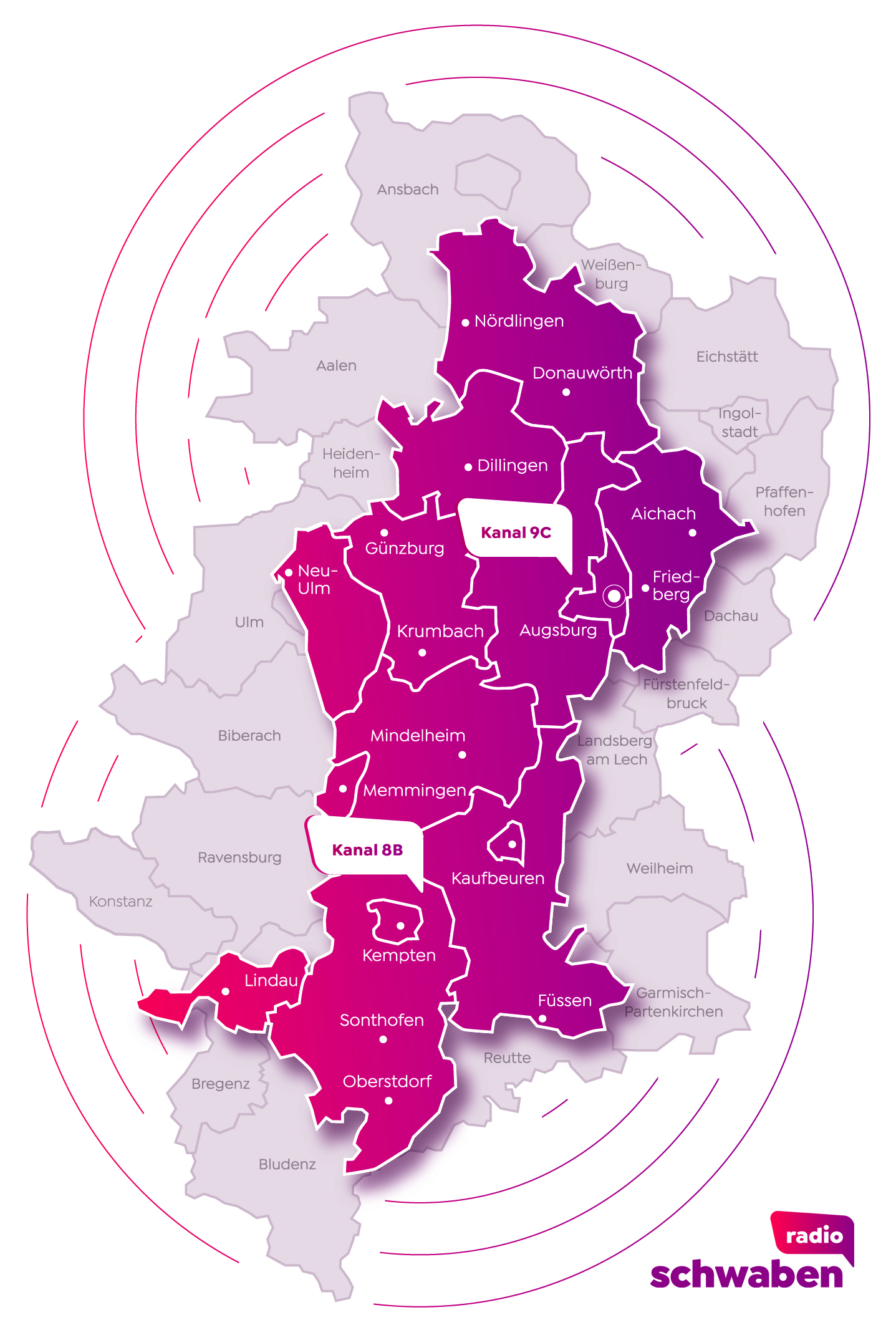
Sendegebiet von Radio Schwaben (2022)

Nach der Aufschaltung in den beiden Versorgungsgebieten konnte Radio Schwabmünchen in ganz Bayerisch-Schwaben empfangen werden und die technische Reichweite lag bei 1,8 Millionen Menschen. Um dem vergrößerten Sendegebiet gerecht zu werden, passte der Sender sein Programm an und änderte am 1. September 2019 auch seinen Namen in „Radio Schwaben“. Zeitgleich wurde die Sendegesellschaft in die Radio Schwaben GmbH umgewandelt.
Das Sendegebiet wurde im Laufe der nachfolgenden Jahre in beiden Netzen um die Standorte Hühnerberg, Pfronten Breitenberg und Pfänder erweitert und die zeitliche Befristung im Allgäu-Netz aufgehoben. Am 8. Juni 2020 ging der bislang stärkste DAB+ Sender zur Empfangsverbesserung im Bereich Westliche Wälder und Nordschwaben für den Kanal 9C auf dem Staufersberg mit 25 kW ERP auf Sendung. Als vorerst letzte Ergänzung im DAB+ Netz Allgäu-Donau-Iller folgte die Aufschaltung auf den Sender Kuhberg bei Ulm. Das Sendegebiet erstreckt sich seither flächendeckend von Feuchtwangen bis Garmisch und von Treuchtlingen bis Konstanz. Inzwischen produziert Radio Schwaben 13 Stunden moderiertes Programm werktäglich mit umfassender regionaler Berichterstattung für Bayerisch-Schwaben und beschäftigt sieben Festangestellte und zehn freie Mitarbeiter. Am 1. Oktober 2020 kam Luca Fernholtz zu Radio Schwaben und wurde damit Deutschlands jüngster Programmgeschäftsführer.
Durch gute Ergebnisse bei der Media-Analyse im Sommer 2020 erfüllte der Sender die Aufnahmekriterien zur nationalen Vermarktung und wurde am 1. Januar 2021 als erster lokaler digitaler Hörfunksender in das Bayern Funkpaket mit aufgenommen. Auch bei der aktuellen Funkanalyse Bayern im Sommer 2024 erreichte Radio Schwaben mit 317.000 Hörern (Bekanntheit), 137.000 Hörern (WHK), 40.000 Stammhörern und einer Tagesreichweite von 18.000 Hörern das beste bisher erzielte Ergebnis.
Seit dem 1. Dezember 2023 senden die zwei Hauptprogrammableger Oldie Radio und Top 50 Radio ausschließlich über das Internet. Am 8. Mai 2024 kam Latino Radio, welches bislang unter dem Namen Latinofm verbreitet wurde, hinzu.

## Programm und Zielgruppe
Radio Schwaben verbreitet ein 24-Stundenprogramm mit regionalem Inhalt, Nachrichten, Wetter, Verkehr und Blitzer sowie Unterhaltung, zum Beispiel mit dem Frühstücksradio (Werktags) von 05:00 Uhr bis 09:00 Uhr morgens, moderiert von Lucas Prosser und Franziska (Franzi) Bernhauser, die euch auf euren Weg zur Arbeit begleiten (Freitags ist dort auch exklusiv Willy Astor mit dem Wortstudio zu hören). Das Vormittagsprogramm wird von Melanie Kneppler  immer Werktags von 09:00 Uhr bis 13 Uhr ausgestrahlt. Von 13:00 Uhr bis 16:00 Uhr begleitet Yoyo Schweizer durch den Nachmittag. Ab 16:00 Uhr folgt das Feierabendprogramm mit Ralf Hohn. 
Gespielt werden Pop und Rocktitel der letzten 40 Jahre. Das AC-Programm richtet sich an die Zielgruppe der 30- bis 59-Jährigen.
Der Sender bietet über seine Internetseite und in der App das live gestreamte Musikprogramm sowie Radio Schwaben Allgäu, Oldie Radio, Top 50 Radio und das Latino Radio an.
Vom 24. März 2022 bis 1. Juli 2022 produzierte Radio Schwaben auch Nachrichten in ukrainischer Sprache für die Flüchtlinge aus der Ukraine in der Region. Die Sendung wurde werktäglich um 19:25 Uhr ausgestrahlt und dauerte ca. 5 Minuten.

## Empfang
Radio Schwaben ist über DAB+ im ganzen Regierungsbezirk Schwaben auf Kanal 9C (Augsburg/Nordschwaben) und Kanal 8B (Allgäu) zu empfangen. Seit dem 18. Januar 2020 ist der Sender auch im digitalen Kabelnetz von Vodafone in ganz Bayerisch-Schwaben sowie in Landsberg Stadt- und Landkreis auf dem Radio-Programmplatz 19 (119) verfügbar. Ab 5. Juni 2024 auch in den Kabelnetzen von Vodafone in West-Oberland sowie Ulm, Ravensburg und Bodenseeregion. Zudem kann Radio Schwaben über Radioplayer, Radio.de, TuneIn, Phonostar, Amazon Alexa, Webradio-Empfänger und Sonos gehört werden. Auf der Website von Radio Schwaben lässt sich das Programm außerdem direkt abspielen und seit Mai 2022 ist die Radio Schwaben-App im Google Play Store sowie im Apple Store erhältlich.